# Matāʻutu
Mata-Utu (egentligen Matāʻutu) är huvudstaden i Wallis- och Futunaöarna i Stilla havet. Invånarna uppgick vid 2018 års folkräkning till 1 029.

## Staden
Mata-Utu ligger på Wallisön östra del i distriktet Hahake. 
Staden har ca 1 300 invånare och här finns förutom förvaltningsbyggnader, parlamentsbyggnaden för Assemblée Territoriale (det lokala parlamentet) och ett sjukhus även några historiska byggnader som Kungapalatset (Wallisön är även kungadömet Uvea) och katedralen Cathédrale Notre-Dame-de-l'Assomption de Matâ'Utu.
Flygplatsen Hihifo (flygplatskod "WLS") ligger ca 5 km norr om centrum. Nära staden finns även två arkeologiska områden Talietumu och Tonga Toto.

## Historia
Mata-Utu var huvudorten redan då området var ett franskt territorium och förvaltades från Nya Kaledonien.
Staden förblev huvudort även 1961 når området den 29 juli blev ett franskt Territoire d'outre-mer såväl som 2003 när Wallis- och Futunaöarna den 28 mars fick status som franskt Collectivité d'outre-mer.